# Giáp Thân
Giáp Thân (chữ Hán: 甲申) là kết hợp thứ 21 trong hệ thống đánh số Can Chi của người Á Đông. Nó được kết hợp từ thiên can Giáp (Mộc dương) và địa chi Thân (Khỉ). Trong chu kỳ của lịch Trung Quốc, nó xuất hiện trước Ất Dậu và sau Quý Mùi.

## Các năm Giáp Thân
Giữa năm 1764 và 2124, những năm sau đây là năm Giáp Thân (lưu ý ngày được đưa ra được tính theo lịch Việt Nam, chưa được sử dụng trước năm 1967):
- 1764
- 1824
- 1884
- 1944 (25 tháng 1, 1944 – 12 tháng 2, 1945)
- 2004 (22 tháng 1, 2004 – 8 tháng 2, 2005)
- 2064 (17 tháng 2, 2064 – 4 tháng 2, 2065)
- 2124

## Sự kiện năm Giáp Thân
1944: Thành lập Đội Việt Nam Tuyên truyền Giải phóng quân, tiền thân của Quân đội Nhân dân Việt Nam.